# جيرالدين جيمس
جيرالدين جيمس (بالإنجليزية: Geraldine James)‏ (و. 1950 – م) هي ممثلة، وممثلة مسرحية، وممثلة أفلام من المملكة المتحدة.

## التعليم
تعلمت في Downe House School ‏، ومركز لندن للفنون الدرامية ‏.

## جوائز وترشيحات
حصلت على جوائز منها:
- جائزة مكتب الدراما لأفضل ممثلة في مسرحية [الإنجليزية]‏ (1990)
- كأس فولبي لأفضل ممثلة [الإنجليزية]‏ (1989)
- نيشان الامبراطورية البريطانية من رتبة ضابط.

ترشحت لـ:
- جائزة توني لأفضل ممثلة مسرحية [الإنجليزية]‏ (1990).

## وصلات خارجية
- جيرالدين جيمس على موقع IMDb (الإنجليزية)
- جيرالدين جيمس على موقع روتن توميتوز (الإنجليزية)
- جيرالدين جيمس على موقع قاعدة بيانات الأفلام العربية
- جيرالدين جيمس على موقع ألو سيني (الفرنسية)
- جيرالدين جيمس على موقع ميوزك برينز (الإنجليزية)
- جيرالدين جيمس على موقع أول موفي (الإنجليزية)
- جيرالدين جيمس على موقع قاعدة بيانات برودواي على الإنترنت (الإنجليزية)
- جيرالدين جيمس على موقع قاعدة بيانات الأفلام السويدية (السويدية)
- جيرالدين جيمس على موقع إن إن دي بي (الإنجليزية)
- جيرالدين جيمس على موقع قاعدة بيانات الفيلم (الإنجليزية)